# Pneumoviridae

Schemazeichnung eines Virions der Familie Pneumoviridae, Querschnitt

Die Virusfamilie Pneumoviridae (früher Unterfamilie Pneumovirinae der Familie Paramyxoviridae) umfasst Viren innerhalb der Ordnung Mononegavirales (negativsträngige RNA-Viren). Sie wurden früher zur Unterfamilie Paramyxovirinae abgegrenzt, da sie trotz gemeinsamer Familienmerkmale doch in wichtigen Eigenschaften deutlich von anderen Spezies der alten Familie Paramyxoviridae verschieden sind. Diese Sonderstellung zeigt sich auch durch Sequenzvergleich der Genome mit verschiedenen Mitgliedern der Paramyxoviridae. Die darauf basierende phylogenetische Analyse führte zur Begründung als neue Virusfamilie.

## Abgrenzung innerhalb der Virusfamilie
Folgende Eigenschaften der Pneumoviridae weichen von den Paramyxoviridae ab:
- kleineres Nukleokapsid (13–14 nm gegenüber 18 nm im Durchmesser) und ein zusätzliches Nukleokapsid-assoziiertes Protein M2-1[3]
- zusätzliches RNA-regulatorische Protein M2-2
- starke O-Glykosylierung des Oberflächenproteins G
- kleinere Offene Leserahmen (ORFs)
- die virale RNA-Polymerase ist in nur einem ORF kodiert und unterliegt keinem RNA-Editing
- keine notwendige durch 6 teilbare RNA-Länge wie bei den Paramyxoviridae[4]
- keine Neuraminidase- und Hämagglutinin-Aktivität der Oberflächenproteine (Ausnahme: Hüllprotein des Murinen Pneumonie-Virus, Orthopneumovirus muris)
- das Oberflächenprotein G der Pneumoviridae hat keine strukturelle Ähnlichkeit mit dem HN- und N-Protein der Paramyxovirinae (daher Ausgliederung aus der Familie Paramyxoviridae). Das Glykoprotein G ist zwischen den Spezies und auch zwischen einzelnen Isolaten hoch variabel.[5]

## Systematik
Mit Stand 26. März 2024 gliedert sich die Familie gemäß ICTV (mit Vorschlägen gemäß der Taxonomie des NCBI) wie folgt:
- Familie Pneumoviridae
  - Gattung Orthopneumovirus (früher: Pneumovirus)[8]
    - Spezies Orthopneumovirus hominis (früher Human orthopneumovirus)
      - Humanes Respiratorisches Synzytial-Virus (HRSV) (Typ A, B, …) – Atemwegsinfektion, Erkältung

    - Spezies Orthopneumovirus bovis (früher Bovine orthopneumovirus)
      - Bovines Respiratorisches Syncytialvirus (BRSV) – befällt Rinder

    - Spezies Orthopneumovirus muris (früher Murine orthopneumovirus)
      - Murines orthopneumovirus – befällt Mäuse

    - Spezies „Pangolin orthopneumovirus“ (Vorschlag) – befällt Schuppentiere
    - Spezies „Swine orthopneumovirus“ (Vorschlag) – befällt Schweine

  - Gattung Metapneumovirus[9]
    - Spezies Metapneumovirus hominis (früher Human metapneumovirus)
    - Humanes Metapneumovirus (HMPV) (Typ A1 bis 2, B1 bis 2) – Atemwegsinfektion, Erkältung, befällt neben dem Menschen auch Schimpansen und Gorillas[10][11]
    - Spezies Metapneumovirus avis (früher Avian metapneumovirus)
      - Avianes Metapneumovirus (AMPV) – befällt Vögel

    - Spezies „Gull metapneumovirus“ (Vorschlag) – befällt Möwen

  - Mitglieder ohne Gattungszuweisung
    - Spezies „Canine metapneumovirus“ (CPnV, Vorschlag) – befällt Hunde (Canis lupus familiaris)
    - Spezies „Swine metapneumovirus“ (Vorschlag) – befällt Schweine